# Unione Sportiva Cremonese 2001-2002
Questa pagina raccoglie le informazioni riguardanti l'Unione Sportiva Cremonese nelle competizioni ufficiali della stagione 2001-2002.

## Stagione
Nella stagione 2001-2002 la Cremonese ha disputato il campionato di Serie C2, girone A, classificandosi decima con 41 punti, nel torneo che ha visto promosse in Serie C1 il Prato e la Pro Patria. A Cremona il presidente Domenico Luzzara dopo trent'anni vuole cedere la società, le risorse sono poche e si deve fare tutto in economia, come allenatore si punta su Mario Montorfano coadiuvato da Claudio Bencina due personaggi uniti da una lunga militanza in grigiorosso. Il campionato inizia tra mille timori, ma la Cremonese si dimostra all'altezza di poter competere per evitare la retrocessione.
L'8 marzo 2002 arriva la svolta societaria, Domenico Luzzara cede la società grigiorossa a Graziano Triboldi, il nuovo presidente per la prima volta non è un azionista, ma un ex calciatore Luigi Gualco. Con la svolta arrivano anche alcuni giocatori stranieri, l'argentino Hernandez ed i camerunensi Ondoa e Ze, che aiutano i ragazzi di Montorfano a raggiungere la salvezza, evitando i playout. Nella Coppa Italia di Serie C la Cremonese disputa il girone E di qualificazione, si piazza con 7 punti al primo posto con Spal e Mantova, ma ai sedicesimi ci va la squadra ferrarese per una migliore differenza reti.

## Maglia e Sponsor
La maglia della Cremonese è quella tradizionale a strisce verticali grigiorosse con calzoncini rossi. Lo Sponsor ufficiale è Mangimi Ferraroni, mentre lo Sponsor tecnico è Garman.

## Rosa
| N. |                      | Ruolo | Calciatore        |
| -- | -------------------- | ----- | ----------------- |
|    | Italia (bandiera)    | C     | Mauro Aiolfi      |
|    | Italia (bandiera)    | P     | Giorgio Bianchi   |
|    | Italia (bandiera)    | C     | Andrea Coletto    |
|    | Italia (bandiera)    | C     | Federico Coppola  |
|    | Italia (bandiera)    | C     | Fabio Corcelli    |
|    | Italia (bandiera)    | D     | Davide De Micheli |
|    | Italia (bandiera)    | D     | Cristian Forlani  |
|    | Italia (bandiera)    | D     | Andrea Fusco      |
|    | Argentina (bandiera) | A     | Nicolás Hernández |
|    | Italia (bandiera)    | C     | Romano Mantovani  |
|    | Italia (bandiera)    | D     | Andrea Manucci    |

| N. |                    | Ruolo | Calciatore         |
| -- | ------------------ | ----- | ------------------ |
|    | Italia (bandiera)  | A     | Mattia Marchesetti |
|    | Italia (bandiera)  | D     | Daniele Marcucci   |
|    | Italia (bandiera)  | A     | Nicola Melgari     |
|    | Camerun (bandiera) | C     | Jean Mekongo Ondoa |
|    | Italia (bandiera)  | A     | Marco Pau          |
|    | Italia (bandiera)  | D     | Marco Pedretti     |
|    | Italia (bandiera)  | D     | Maurizio Ragnoli   |
|    | Italia (bandiera)  | A     | Giordano Rossi     |
|    | Italia (bandiera)  | C     | Umberto Salamone   |
|    | Italia (bandiera)  | A     | Giovanni Volpato   |
|    | Camerun (bandiera) | C     | Francis Zé         |

## Risultati

### Campionato

#### Girone di andata
| Arbitro: | Ciliberto (Merano) |

|                     |           |                 |
| Pau 12’ Coletto 27’ | Marcatori | 56’ A. Brunetti |

| Arbitro: | Siragusa (Acireale) |

|           |           |                |
| Ratti 46’ | Marcatori | 56’ C. Forlani |

| Cremona 16 settembre 2001 3ª giornata | Cremonese      | 0 – 0 | Pro Sesto | Stadio Giovanni Zini\| Arbitro: \| Torella (Roma) \| |
| Arbitro:                              | Torella (Roma) |       |           |                                                      |

| Arbitro: | Tagliavento (Terni) |

|                                             |           |           |
| Nocentini 26’ Scipioni 56’, 83’ Ventura 86’ | Marcatori | 90+2’ Pau |

| Arbitro: | Mariuzzo (Venezia) |

|                                 |           |                |
| Pau 13’ G. Rossi 29’ Aiolfi 60’ | Marcatori | 33’ Bonuccelli |

| Arbitro: | Velotto (Grosseto) |

|                                |           |  |
| Ferraresso 29’ Salvalaggio 54’ | Marcatori |  |

| Arbitro: | Bianchi (Lucca) |

|                     |           |               |
| Salamone 34’ (rig.) | Marcatori | 49’ Matarrese |

| Arbitro: | Padovan (Conegliano) |

|  |           |         |
|  | Marcatori | 45’ Pau |

| Arbitro: | Fiori (Perugia) |

|                             |           |                            |
| G. Rossi 20’ C. Forlani 89’ | Marcatori | 58’ Sorrentino 64’ Giberti |

| Montevarchi 4 novembre 2001 10ª giornata | Montevarchi        | 0 – 0 | Cremonese | Stadio Gastone Brilli Peri\| Arbitro: \| Pantana (Macerata) \| |
| Arbitro:                                 | Pantana (Macerata) |       |           |                                                                |

| Arbitro: | Celi (Bari) |

|                 |           |                |
| Marchesetti 83’ | Marcatori | 86’ La Cagnina |

| Arbitro: | Carrer (Conegliano) |

|              |           |              |
| Salamone 48’ | Marcatori | 13’ M. Rossi |

| Arbitro: | Saveri (Viterbo) |

|  |           |                |
|  | Marcatori | 86’ F. Coppola |

| Arbitro: | Zanzi (Lugo di Romagna) |

|                         |           |                    |
| Andorno 23’ A. Comi 52’ | Marcatori | 6’ Pau 61’ Coletto |

| Arbitro: | Sacco (Civitavecchia) |

|                                 |           |                |
| C. Forlani 13’ G. Volpato 45+1’ | Marcatori | 62’ G. Carbone |

| Arbitro: | Giordano (Caltanissetta) |

|               |           |  |
| M. Morfeo 64’ | Marcatori |  |

| Arbitro: | Battistella (Conegliano) |

|  |           |            |
|  | Marcatori | 22’ Zirafa |

#### Girone di ritorno
| Poggibonsi 6 gennaio 2002 18ª giornata | Poggibonsi          | 0 – 0 | Cremonese | Stadio Stefano Lotti\| Arbitro: \| Angrisani (Salerno) \| |
| Arbitro:                               | Angrisani (Salerno) |       |           |                                                           |

| Arbitro: | Masiero (Venezia) |

|                   |           |                                            |
| Soncin 75’ (aut.) | Marcatori | 7’ (rig.) Palombo 50’ Rubino 58’ Colombini |

| Arbitro: | Finazzi (Torino) |

|            |           |  |
| D'Adda 27’ | Marcatori |  |

| Cremona 27 gennaio 2002 21ª giornata | Cremonese             | 0 – 0 | Sangiovannese | Stadio Giovanni Zini\| Arbitro: \| Ciancaleoni (Foligno) \| |
| Arbitro:                             | Ciancaleoni (Foligno) |       |               |                                                             |

| Arbitro: | Angrisani (Salerno) |

|               |           |  |
| Sansovini 59’ | Marcatori |  |

| Cremona 10 febbraio 2002 23ª giornata | Cremonese           | 0 – 0 | Pro Patria | Stadio Giovanni Zini\| Arbitro: \| Caristia (Siracusa) \| |
| Arbitro:                              | Caristia (Siracusa) |       |            |                                                           |

| Arbitro: | Smaldone (Nichelino) |

|  |           |                      |
|  | Marcatori | 27’ Pau 71’ Salomone |

| Arbitro: | Latella (Potenza) |

|                      |           |               |
| Salamone 38’ Pau 66’ | Marcatori | 90+1’ Zamboni |

| Arbitro: | P.C. Rossi (Forlì) |

|             |           |              |
| Tarpani 15’ | Marcatori | 66’ Pedretti |

| Cremona 10 marzo 2002 27ª giornata | Cremonese           | 0 – 0 | Montevarchi | Stadio Giovanni Zini\| Arbitro: \| Angiuoni (Oristano) \| |
| Arbitro:                           | Angiuoni (Oristano) |       |             |                                                           |

| Arbitro: | Crugliano (Crotone) |

|                     |           |                             |
| Nordi 34’, 55’, 76’ | Marcatori | 29’ Hernandez 90+5’ Coletto |

| Castelnuovo Garfagnana 30 marzo 2002 29ª giornata | Castelnuovo        | 0 – 0 | Cremonese | Stadio Alessio Nardini\| Arbitro: \| Ciliberto (Merano) \| |
| Arbitro:                                          | Ciliberto (Merano) |       |           |                                                            |

| Cremona 7 aprile 2002 30ª giornata | Cremonese          | 0 – 0 | Legnano | Stadio Giovanni Zini\| Arbitro: \| Marchesi (Bergamo) \| |
| Arbitro:                           | Marchesi (Bergamo) |       |         |                                                          |

| Arbitro: | Rubino (Salerno) |

|                 |           |  |
| Marchesetti 65’ | Marcatori |  |

| Arbitro: | Angiuoni (Oristano) |

|             |           |              |
| Spinale 29’ | Marcatori | 53’ Salamone |

| Arbitro: | Brunialti (Trento) |

|         |           |            |
| Pau 34’ | Marcatori | 18’ Lugnan |

| Arbitro: | Fiori (Perugia) |

|                                    |           |                |
| Scaglia 4’ Murgita 7’ Zirafa 90+2’ | Marcatori | 11’ F. Coppola |

### Coppa Italia Serie C

#### Girone E
| Arbitro: | Marelli (Como) |

|  |           |            |
|  | Marcatori | 7’ Coletto |

| Arbitro: | Castagneri (Torino) |

|                     |           |           |
| Salamone 11’ (rig.) | Marcatori | 14’ Cuccu |

| 22 agosto 2001 3ª giornata |  | – Turno di riposo Cremonese |  |  |

| Arbitro: | Girardi (San Donà di Piave) |

|  |           |                     |
|  | Marcatori | 51’ Coletto 69’ Pau |

| Arbitro: | Benedetti (Vicenza) |

|                       |           |                                       |
| F. Coppola 73’ (rig.) | Marcatori | 21’, 64’ Pellissier 25’, 61’ Di Somma |